# Male mačke
Male mačke (Felinae) su potporodica porodice mačaka koja živi u svim dijelovima svijeta osim Australije i Antarktike. Mačke iz potporodice Felinae pojavile su se prije oko 10 milijuna godina i ostale su gotovo nepromijenjene u modernom razdoblju. Gubitak staništa i krivolov zbog krzna i tradicionalne medicine su im prijetnja za opstanak. O broju vrsta malih mačaka još se raspravlja, ali sumnja se da će nove vrste u ovoj skupini biti imenovane. 

## Opis
Veličina im varira, od pume, koja je duga 1-2 metra i teška 36-103 kilograma, pa sve do pjegave mačke (duga 34-50 centimetara, a teška1,1 do 1,6 kilograma). Životni vijek im je 10-30 godina, ovisi o vrsti. 
Imaju smanjene oči i ušne otvore prekrivene kožom. Zjenica im je uspravna, dok je u velikih mačaka kružna, baš kao i u ljudi. Na nosu imaju dio prekriven kožom, za razliku od velikih mačaka, u kojih je taj dio prekriven krznom. 
Još jedna razlika između malih i velikih mačaka je struktura grla, koja im omogućuje da predu i riču. Ne mogu rikati kao velike mačke, jer kosti grla otvrdnu i približe se, pa mogu proizvoditi samo male vibracije. Umjesto toga, one mijauču, vrište i reže. Mogu presti samo kad izdišu, pa se predenje prekida kad mačka udiše.

## Osjetila
Sve imaju oštra osjetila, koja im pomažu da nađu i ulove plijen. Mogu otvoriti zjenice tri puta više nego ljudi i vidjeti u mraku šest puta bolje. Imaju sloj tkiva u očima zvan tapetum lucidum, koja odbija svjetlost natrag kroz mrežnicu i povećava količinu svjetlosti da mačka bolje vidi. To je uzrok sjaja u oku kod mačaka, koji se vidi noću, kada njihove oči izgledaju sjajno crvene ili zelene. 
Sluh im je također jako važan. Svako uho kontrolira više od dvadeset mišića, pa se uši mogu micati neovisno jedno od drugog, pa jedno može biti istaknuto naprijed, a drugo natrag. Uši mogu brzo uhvatiti zvukove u svim smjerovima, uključujući i iza mačke. Mogu čuti ultrazvukove koje prave mali glodavci, pa im to pomaže da ih ulove.

## Klasifikacija
Prema Wilsonu i Reederu ovako su klasificirane male mačke:
- Rod Acinonyx
  - Gepard (Acinonyx jubatus)
- Rod Caracal
  - Karakal (Caracal caracal)
- Rod Catopuma
  - Bornejska mačka (Catopuma badia)
  - Azijska zlatna mačka (Catopuma temmincki)
- Rod Felis
  - Kineska planinska mačka (Felis bieti)
  - Tropska mačka (Felis chaus)
  - Pallasova mačka (Felis manul)
  - Pustinjska mačka (Felis margarita)
  - Crnonožna mačka (Felis nigripes)
  - Divlja mačka (Felis silvestris), uključujući domaću mačku
- Rod Leopardus
  - Pampaska mačka (Leopardus pajeros)
  - Pantanalska mačka (Leopardus braccatus)
  - Kolokolo (Leopardus colocolo)
  - Geoffrijeva mačka (Leopardus geoffroyi)
  - Kodkod (Leopardus guigna)
  - Andska planinska mačka (Leopardus jacobitus)
  - Ozelot (Leopardus pardalis)
  - Oncila (Leopardus tigrinus)
  - Margaj (Leopardus wiedii)
- Rod Leptailurus
  - Serval (Leptailurus serval)
- Rod  Lynx
  - Kanadski ris (Lynx canadensis)
  - Obični ris (Lynx lynx)
  - Pirenejski ris (Lynx pardinus)
  - Crveni ris (Lynx rufus)
- Rod Pardofelis
  - Mramorna mačka (Pardofelis marmorata)
- Rod Prionailurus
  - Leopard mačka (Prionailurus bengalensis)
  - Iriomote mačka (Prionailurus iriomotensis)
  - Ravnoglava mačka (Prionailurus planiceps)
  - Pjegava mačka (Prionailurus rubiginosus)
  - Mačka ribič (Prionailurus viverrinus)
- Rod Profelis
  - Afrička zlatna mačka (Profelis aurata)
- Rod Puma
  - Puma (Puma concolor)
  - Jaguarundi (Puma yaguaroundi)

## Vanjske poveznice
Ostali projekti
|  | Zajednički poslužitelj ima još gradiva o temi Male mačke |
|  | Wikivrste imaju podatke o taksonu Male mačke             |